# Даниленко, Артём Леонидович
Артём Леонидович Даниленко (р. 22 марта 1990, Балахна, Нижегородская область, СССР) — российский футболист, нападающий.

## Карьера
Первым профессиональным клубом Артёма Даниленко стал «Спортакадемклуб», в составе которого он сыграл 1 игру в сезоне 2008 года. Следующий сезон провёл в команде «Нижний Новгород-2» ЛФЛ. В 2010 году выступал за «Нижний Новгород», стал бронзовым призёром Первого дивизиона. Следующие два сезона выступал за дзержинский «Химик», в сезоне 2012/13 стал победителем зоны «Запад» Второго дивизиона.
С 11 июля 2013 года играл за «Волгу» из Нижнего Новгорода. 3 августа 2013 года дебютировал в Премьер-лиге в составе «Волги», выйдя на замену на 84 минуте в матче против «Зенита». Свой первый гол в Премьер-лиге забил в матче против «Рубина» (2:0) 20 октября 2013 года, сыграв всего 24 минуты в премьер-лиге с момента первого выхода на поле в составе «Волги», а затем отличился голевой передачей. 25 ноября сравнял счёт в матче с «Крыльями Советов», выйдя на замену на 65 минуте встречи.